# جرجره، حماة
جرجره (به عربی: جرجرة) یک روستا در سوریه است که در حماه واقع شده‌است. جرجره ۷۷۲ نفر جمعیت دارد.